# Paraeuops lakekamuensis
Paraeuops lakekamuensis is een keversoort uit de familie bladrolkevers (Attelabidae). De wetenschappelijke naam van de soort werd in 2001 gepubliceerd door Riedel.